# Vittore Baroni
Vittore Baroni (Forte dei Marmi, 17 gennaio 1956) è un artista, critico musicale e musicista italiano noto specialmente per la sua attività di mail artist, curatore d'arte e studioso delle controculture.
Negli ultimi tre decenni ha curato mostre d'arte, eventi, pubblicazioni e progetti collettivi nei campi della mail art, sound art, Poesia visiva, fumetto underground e street art. Fu poi fra i promotori di nomi collettivi come Lieutenant Murnau e Luther Blissett, lo Stickerman project e F.U.N. (Funtastic United Nations).
Ha inoltre contribuito a importanti lavori sulla mail art degli ultimi decenni, fra cui Eternal Network di Chuck Welch, I am a Networker (Sometimes) dmi H.R. Fricker e Mail Art, Art postal - Art posté di Renaud Siegmann. Ha poi scritto e pubblicato alcuni libri su vari aspetti delle "networking culture" che anticiparono alcuni aspetti legati ad internet. Un esempio ne è la guida alla mail art dal titolo Arte Postale- Guida al network della corrispondenza creativa.
Come musicista e sound artist, oltre al suo nome, ha usato gli pseudonimi A086, Abstemious Youth, Kibbo Kift, Lieutenant Murnau, Unit 02. Suona inoltre con Le Forbici di Manitù e i Cop Killers.

## Biografia

### Gli studi e la giovinezza
Vittore Baroni nasce a Forte dei Marmi, in provincia di Lucca, il 17 gennaio 1956. Dopo essersi laureato in Lingue e Letterature Straniere con una tesi sul cut-up di William S. Burroughs all'Università di Pisa, nel 1977 conosce Guglielmo Achille Cavellini che lo introduce alla mail art, coinvolgendolo in numerosi progetti ed esposizioni. Fin dalla fine degli anni '70 fu uno dei più importanti agitatori e documentatori della mail art. Nel 1979 inizia a curare una serie di mostre di mail art per la biblioteca del comune di Forte dei Marmi e nello stesso anno fonda la rivista Arte Postale!, una rivista che, nel corso degli anni, pubblicò 100 numeri.

### 1980 - 1984: Da Lieutenant Murnau alle prime esperienze giornalistiche
Nel 1980 inizia a costruire strutture sonore su cassetta con lo pseudonimo di Lieutenant Murnau, nei suoi progetti una specie di progetto interpersonale oggi considerato precursore del nome collettivo Luther Blissett. L'esordio di questo esperimento fu una cassetta che, citando i Residents, si intitolò "Meet Lieutenant Murnau", ed in cui Vittore Baroni iniziò ad elaborare la sua idea di "plagiassimo attivo", specialmente nel brano "The Mercy Bit (MITTHBTLS)", in cui rubando piccoli brandelli e porzioni da tutti i brani dei Beatles, li elabora in un taglia e cuci in cui riconoscerne la provenienza diventa spesso impossibile a causa della rielaborazione (rallentamenti, accelerazioni, reverse) che ne crea una serie di drone e loop.
Sempre con questo pseudonimo Baroni collaborò con Maurizio Bianchi a due album Techno-logy (1981) e I Should Be Used Only Once (1981) dove appaiono evidenti le distanze poetiche tra i due, in una miscela che somma l'attitudine di matrice concreta di Bianchi, all'approccio più legato al cut-up di Baroni con risultati interessanti per la radicalità dell'operazione.
Nel 1981 fonda Trax assieme a Piermario Ciani e Massimo Giacon, allora membro dei Spirocheta Pergoli. Trax era un progetto aperto ad interconnessioni che coinvolse oltre 500 artisti e musicisti di diversi paesi in produzioni di dischi, cassette, audiomagazine, serigrafie, fumetti, T-shirt e performance. Il progetto si concluse nel 1987.
Nel 1982 entra come giornalista e critico musicale nella redazione di Rockerilla dove recensisce soprattutto autori di area industriale e di musica sperimentale.
Con il progetto a nome Lieutenant Murnau sono poi numerose le partecipazioni a compilazioni per etichette come la Sterile Records, Selektion, Sound Recycling Terminal, Illuminated 666 e molte altre, fino al 1984, anno che programmaticamente, in memoria a 1984 di George Orwell, doveva segnare la fine dello pseudonimo, anche se poi, negli anni a seguire, verrà riesumato per varie occasioni.

### Fine anni '80: Dalle Forbici di Manitù alla rivista Rumore
Sul finire degli anni '80 inizia a collaborare con Andrea Landini ed Enrico Marani al gruppo Le Forbici di Manitù, che lo vedrà entrare in pianta stabile a partire dal 1992. Nello stesso anno, assieme a Piermario Ciani sviluppa il progetto di arte su adesivo chiamato Stickerman Museum all'interno del quale pubblica i libri di John Held Jr. Rubber Stamp Art nel 1999 e Artistamps di James Warren Felter nel 2002 e fonda assieme a Claudio Sorge ed Alberto Campo il mensile di musica rock Rumore nella quale svolge l'attività di giornalista e critico musicale.
Dal 2013 collabora con il mensile Blow Up.
Nel 1998, grazie all'interessamento di Nigel Aynes dei Nocturnal Emissions, Baroni assieme alle Forbici di Manitù riprendono in mano il vecchio materiale di Lieutenant Murnau per risuonarlo e rielaborarlo. Questo lavoro portò alla pubblicazione di "Play And Remix Lieutenant Murnau (1980-1984)" edito dalla Earthly Delights nello stesso anno.
Nel 2000 è curatore della sezione mail art dell'esposizione d'arte sulle avanguardie dal titolo Sentieri Interrotti al Palazzo Bonaguro di Bassano del Grappa.
Nel 2004 assieme ad altri artisti tra cui Antonino Bove fonda a Viareggio la rivista d'artista BAU.

## Pubblicazioni

### Musica
- Vittore Baroni, Luigi Marinoni e Matteo Guarnaccia, Psychedeli years. I colori del rock (The), Nuovi Equilibri, 1992, ISBN 88-7226-076-0.
- Vittore Baroni, Psychic Tv. Genesis. P. Orridge. Con mini CD, Nuovi Equilibri, 1992, ISBN 88-7226-029-9.
- Vittore Baroni e Fabio De Luca, Elettronica, collana Le guide pratiche di RUMORE, Apache edizioni, 1996.
- Vittore Baroni e Giona A. Nazzaro, Film e colonne sonore, Apache edizioni, 1999.

### Mail Art
- Vittore Baroni, Mail art recycled book, S. l., s. n., 1990
- Vittore Baroni, Postcards, Cartoline d'artista, Coniglio editore, 1996, ISBN 88-88833-73-0.
- Vittore Baroni, Arte Postale - Guida al network della corrispondenza creativa,, AAA Editrice, 1997, ISBN 88-88833-73-0.

### Riviste e contenitori d'artista
- T.A.Z.
- Offerta Speciale
- Antologia Ad Hoc di Sergio Cena
- Franticham's Fluxus Assembling Box
- Zine in a Box
- Geiger
- UNI/vers(;) Visual poetry and esperimental

## Discografia

### Come Vittore Baroni
- 1986 - Psicofonie Tracksound 7 (Cassetta, Trax)

### Come Lieutenant Murnau
- 1980 - Meet Lieutenant Murnau (Cassetta, VEC Audio Edition)
- 1981 - Techno-logy - in collaborazione con MB (Cassetta, Flowmotion)
- 1981 - It Should Be Used Only Once – Tabu - in collaborazione con MB (Cassetta, Flowmotion)
- 1982 - Ut Fona Res - in collaborazione con Oxidized Man (Cassetta, Sound Recycling Terminal)
- 2007 - Meeteem (File, Radical Matters)

## Vittore Baroni nei musei
- Museo civico e della mail art di Montecarotto (AN)